# Jorge Gaspar

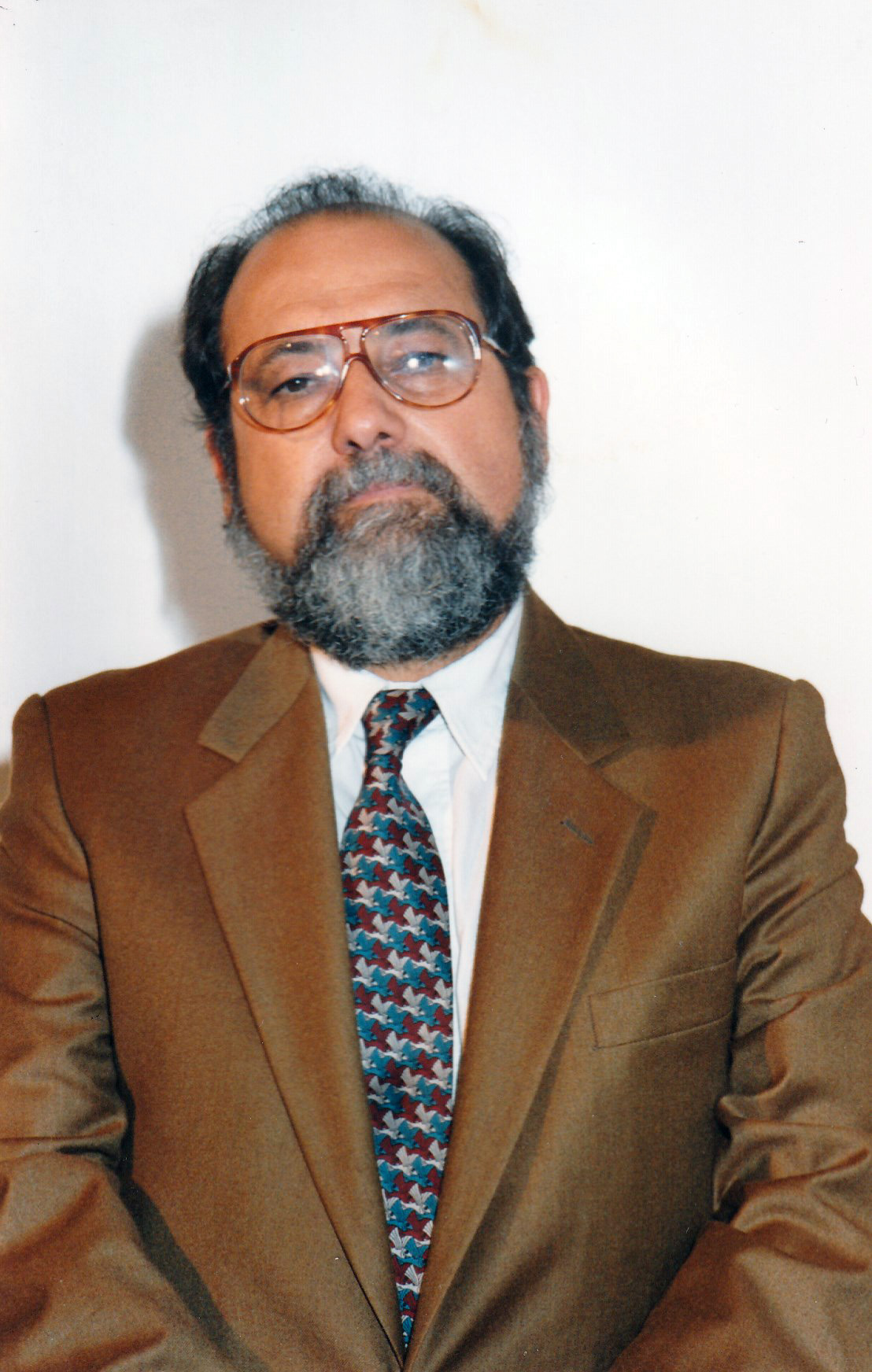
Jorge Gaspar

Jorge Manuel Barbosa Gaspar (* 14. Mai 1942 in Lissabon) ist ein portugiesischer Geograph.
Gaspar promovierte 1972 an der Universität Lissabon, wo er später Professor wurde. Er wurde 1989 korrespondierendes Mitglied der Academia das Ciências de Lisboa und 1993 wurde er Mitglied der Academia Europaea. Er erhielt 1995 den Ehrendoktortitel der Universität León sowie 2001 der Universität Genf.